# Živan Kuveždić
Živan Kuveždić (Ilača, 4. studenoga 1887. – Zagreb, 28. travnja 1950.), hrvatski političar i kulturni radnik. Bio je najagilniji stranački dužnosnik u Srijemu i glasio kao jedan od najsposobnijih seljaka-zastupnika HSS-a. Bio je glavni oslonac politike HSS-a u Srijemu. 
U Drugom svjetskom ratu pristao je uz ustaški režim, zbog čega je poslije rata snosio posljedice. Motivi njegove kolaboracije bili su složeni. Na kraju rata stradao je zbog poratne sudske prakse koja nije kažnjavala po načelu osobne krivnje, nego po načelu kolektivne krivnje. 

## Životopis i karijera
Rođen je u Ilači u srednje imućnoj seljačkoj obitelji. Pučku školu završio u Ilači. Kao mladić zainteresirao se za politiku. Već u godinama pred Prvi svjetski rat postao je članom Čiste stranke prava (frankovaca). 
Poslije Prvog svjetskog rata član je HRSS. Napreduje u stranci, pa je postao predsjednikom mjesne organizacije HRSS u Ilači, pa kotarske organizacije HRSS u Šidu. Budući da je bio dobar govornik, uskoro je došao do mjesta kandidata za skupštinskog zastupnika. To je bio najviši položaj koji su u stranci mogli zauzeti seljaci. Stjepan Radić ocijenio je još 1923. da bi Kuveždić bio pogodan kandidat na skupštinskim izborima. Kandidirao ga je za Veliki Bečkerek na skupštinskim izborima 18. ožujka. Zbog represivnih postupaka velikosrpskih vladara Kraljevine SHS, onemogućena je kampanja HRSS-a u Vojvodini. Represija je upravljena i na kandidata Kuveždića. Završio je u istražnom zatvoru, a HRSS nije smjela prijaviti izbornu listu. Osuđen je na desetodnevne zatvorske kazne zbog političke djelatnosti 1923. i 1924., a oba puta zatvorska kazna zamijenjena je novčanom.
Bio je zamjenik kandidata za izborni kotar Srijemska Mitrovica i Šid izborima 8. veljače 1925. godine. 23. siječnja 1927. na prvim oblasnim izborima izabran je za zastupnika šidskog kotara u skupštini Srijemske oblasti. Bio je jedini radićevac koji je predstavljao taj kotar, dok su druga dvojica bili članovi Radikalne stranke. Na skupštinskim izborima 11. rujna 1927. bio je kandidat za izborni kotar Šid i Ilok, ali nije prošao. Nakon Šestosiječanjske diktature bio je izabran za narodnog zastupnika za izborni kotar Šid je na oba skupštinskim izborima 5. svibnja 1935. i 11. prosinca 1938. godine. 
U vremenu kad je HSS bojkotirao odlazak u Narodnu skupštinu, Kuveždić se osredotočio na političko, gospodarsko i kulturno organiziranje članova i simpatizera HSS-a u tzv. hrvatski seljački pokret. Širio je mrežu HSS-ovih organizacija, prvenstveno širenjem mreže Gospodarske sloge. U ravnateljstvu u Gospodarskoj slozi bio je od prve glavne skupštine 28. lipnja 1936. do kraja rada 1941. U matičnom kotaru potaknuo organiziranje Hrvatske seljačke zaštite. U šidskom kotaru jedini ogranak Seljačke sloge bio je osnovan u Kuveždićevoj rodnoj Ilači 1938. godine. 
Sav Kuveždićev rad do rata ničim nije dao naslutiti da je on sklon ustaštvu. HSS nije imala nikakve simpatije prema nastojanju te ustaša da radikalizira politiku u zemlji, a Kuveždić je bio glavni oslonac HSS-a u Srijemu.
Kuveždićeva regija, Srijem, imao je posebnosti po kojima je bila u znatno težoj situaciji od drugih. Velikosrpska klika na vlasti Kraljevine Jugoslavije u Srijemu je sprovodila izuzetno jaku političku represiju. Represija se pojačala nakon što ga je upravno odijelila od hrvatske matice. Bila je jednako jaka i kad je cijeli (Srijemska oblast 1927., Drinska banovina 1929.) ili samo istočni dio (Dunavska banovina 1931. – 1939.) bio odvojen od Hrvatske. Zbog tako zaoštrene situacije situacija se jako zaoštrila. Vjerojatno je to prouzročilo da je Kuveždić priklonio se režimu NDH, ušao u njenu vladajuću strukturu, ne sluteći kamo će ga to odvesti i kakve će to fatalne posljedice imati. 
Pridonio je da je mnoštvo članova HSS-a prvih mjeseci NDH daju izjavu lojalnosti novom režimu i pristupe ustaškom pokretu. U NDH je obnašao razne dužnosti. Bio je kotarski povjerenik Zavoda za kolonizaciju, član Sabora NDH i predsjednik njegovog odbora za narodno gospodarstvo i promet te član političkog odbora. Bio je predsjednik Hrvatske seljačke gospodarske zajednice u Zagrebu, stručne zajednice koja je trebala tvoriti novi gospodarski poredak prema fašističkom modelu dirigirane privrede i korporativnog društva, što u NDH nije zaživjelo. Od 11. listopada 1943. do kraja rata bio je državni ministar bez lisnice u Vladi NDH.
Ustaški ga je režim iskoristio da bi si dao legitimitet. Kuveždić nije bez zadrške podupirao ustaški režim. Sukobio se s Vladom NDH oko nadležnosti dok je bio član Hrvatskog državnog sabora NDH i predsjednik Odbora za gospodarstvo. Zbog takva stava Sabor NDH i njegovi odbori bili su raspušteni. Kuveždić je potajno i dalje održavao mrežu HSS-a u šidskom kotaru i pokušavao je stabilizirati odnose sa srpskim stanovništvom. Mnogo je puta intervenirao na ustaški i njemački teror u Srijemu. Zbog toga je baš među srijemskim ustašama imao neprijatelje, koji su ga optuživali i denuncirali najvišim dužnosnicima NDH za protuustašku djelatnost. O tome su svjedočili brojni srijemski Hrvati i Srbi koji su u represivnim okolnostima u kojima je vođeno suđenje Kuveždiću imali hrabrosti svjedočiti njemu u korist.
Još studenoga 1944. godine, zajedno sa Stjepanom Heferom i Šimom Debelićem pokušao je uspostaviti vezu s partizanima. Pregovori nisu uspjeli, premda su pristali i na sud i zatvor, a jedini uvjet je bio da im se zajamči život.
Napustio je Zagreb 6. svibnja 1945. zajedno s još 16 članova Vlade NDH. Povukli su se u Austriju. U sljedeće dvije godine bio je u engleskim zarobljeničkim logorima i zatvorima u Italiji te sljedeću godinu u engleskom zarobljeničkom logoru u Njemačkoj. Odatle su ga Englezi 2. kolovoza 1948. predali jugoslavenskim vlastima. Na ispitivanju u Beogradu bio je 4. kolovoza 1948. i potom u Zagrebu 17. kolovoza 1948. godine. Presudom Okružnog suda za grad Zagreb od 27. ožujka 1949. osuđen je na smrt strijeljanjem. Vrhovni sud NR Hrvatske odbio je žalbu i potvrdio presudu 30. travnja 1949. godine. Strijeljan je 28. travnja 1950. godine.

## Vanjske poveznice
- Fotografija Živana Kuveždića  Arhivirana inačica izvorne stranice od 13. ožujka 2021. (Wayback Machine)